# 후쿠다 카논
후쿠다 카논(福田花音, 1995년 3월 12일 - )은 사이타마현 출신의 작사가, 아이돌 가수. 신장 157cm. 혈액형 B형. 공식 닉네임은 카뇽(かにょん).

## 약력
2004년
- 6월 - 하로프로 에그 오디션 2004에 합격하여, 하로프로에그의 일원이 된다.

2005년
- 1월 - 헬로! 프로젝트 콘서트 투어의 도쿄 공연에 백댄서로서 출연. 첫 피로연이 된다.
- 7월 - 헬로! 프로젝트 콘서트 투어에 백댄서로서 참가.
- 12월 - 아이카 미레 주연 뮤지컬「34가의 기적」에 하시모토 아이나, 오카다 로빈 쇼코(구성 본명 : 스튜카스 로빈 쇼코), 오가와 사키와 함께 출연.

2006년
- 1월 - 헬로! 프로젝트 콘서트 투어에 백댄서로서 참가.
- 4월 - Nissen On-line 비행선 프로젝트 2006의 캠페인 송「하늘이 있다」가창에 오카다 로빈 쇼코, 키타하라 사야카, 하시다 미레이와 함께 참가.
- 7월 22일 ~ 23일 - 헬로! 프로젝트 콘서트 투어의 도쿄 공연에 백댄서로서 출연.
- 10월 11일 - 후술의 뮤지컬 출연에 수반해, 공식 블로그 개설.
- 11월 8일 ~ 26일 - 루 티아톨 긴자에서 개최된 아베 나츠미 주연 뮤지컬「백사전」에 출연.

2007년
- 1월 2일 ~ 4일 - Hello! Project 2007 Winter ~원더풀 하츠 오토메Gocoro~에 백댄서로서 출연.
- 1월 27일 ~ 28일 - Hello! Project 2007 Winter ~집결! 10th Anniversary~」(요코하마 아레나)에 백댄서로서 출연. Hello!의 테마에서는 가창에도 참가.
- 3월 24일 ~ 4월 4일 - 연극「치토세월」에 출연.
- 5월 13일 -「제1회 헬로! 프로젝트 신인 공연」에 출연. 이후의 신인 공연에도 계속해 출연.
- 8월 2일 -「히라리, 공중 분해. Vol.13「N선생님과 S스승」」일일 게스트로서 출연.
- 8월 16일 ~ 19일 - 연극「재혼!! 치토세월」에 출연.
- 9월 2일, 10월 7일 - 키즈스테이션에서「특별프로!! 챠오. TV 하로프로에그의 프린세스 결정전」에 출연.
- 10월 3일 ~ 11일 - 요시자와 히토미 주연 연극「헤세이 레볼루션 백투더 · 백호대」에게 출연.
- 10월 20일 - 선 스트리트 카메이도에서 개최된「하로프로에그 딜리버리 스테이션! 02」에 출연. 03에도 출연해 대인기가 되었다.
- 12월 24일 -「이츠키 히로시 크리스마스 디너 쇼 2007」에 출연.

2008년
- 4월 23일 ~ 27일 - 연극「비죠기장크션」에 마에다 유우카와 함께 출연.
- 8월 9일 - 도쿄 후생 연금 회관에서 개최된「08'여름 나이스 걸 프로젝트! 이모셔널 라이브 ~미라클 섹시 다이너마이트~」의 도쿄 공연 한정 게스트로 하로프로에그 선발로 출연.
- 9월 20일 - 오다이바 아쿠아 아레나에서 개최된「캐릭캐릭체인지 축제」로 신유닛「슈고캬라에그!」의 멤버로 선출된 것을 발표.
- 11월 27일 ~ 12월 3일 - 뮤지컬「리즈 믹 타운」에 첫 주연.

2009년
- 4월 4일 ~ 5일 - 요코하마 BLITZ에서 개최된「2009 헬로! 프로젝트 신인 공연 4월 ~요코하마HOP~」에 출연. 오가와 사키, 와다 아야카, 마에다 유카와 함께「메이저 데뷔를 목표로 하는 신유닛」에 선발되었던 것이 발표된다.
- 5월 8일 - 프로듀서 층쿠♂가 자신의 오피셜 블로그에서, 신유닛「S/mileage」(후에 카타카나 표기「스마이레지(スマイレージ)」로 변경)라는 명칭을 발표.
- 5월 27일 - 프로듀서 층쿠♂ 오피셜 블로그에서 신미니모니。결성을 발표. 멤버 후보로서 후쿠다 카논의 이름을 준다[1].
- 8월 13일 ~ 23일 - 뮤지컬「캐릭캐릭 체인지」에 후지사키 나데시코 역으로 출연.
- 12월 7일 - 공식 블로그를 Ameblo에서 공개 개시.

2010년
- 2월 26일 - Twitter 개시.
- 3월 27일 - 하로프로에그를 졸업.
- 4월 3일 - 스마이레지의 메이저 데뷔가 결정.
- 5월 26일 -「꿈꾸는 15세(夢見る 15歳)」를 통해 메이저 데뷔했다.

2015년
- 5월 20일 - 동년 가을을 기해 안주루무 및 헬로! 프로젝트를 졸업하는 것을 발표하였다[2].
- 11월 29일 - 일본 무도관에서 행해진「안주루무 퍼스트 콘서트 투어 2015 가을『백화료란』후쿠다 카논 졸업 스페셜」을 마지막으로 안주루무 및 헬로! 프로젝트를 졸업. 졸업 후에는 작사가로 할 예정.

2020년
- 1월 10일 - 업프런트 프로모션와의 전속 매니지먼트 계약을 2019년 12월말일을 기해 종료하는 것을 발표[3].
- 1월 11일 - 공식 블로그를 LINE BLOG로 이전.
- 3월 27일 - 가명「칸나기 마로(巫まろ)」로서 ZOC 멤버에 가입[4].

2024년
- 3월 31일 - ZOC를 탈퇴해, 소속 사무소 TOKYO PINK에서 퇴소.

## 출연

### 텔레비전 방송
- 공주체인지! 동화틱 아이돌 리루프릿 (2010년 4월 4일 ~ 2011년 3월 27일, 테레비도쿄 계열) - 사사하라 나츠키 역할
- 노리노리♪노리스타 (2011년 4월 6일 ~ 2012년 3월 28일, 테레비도쿄 계열)

### 텔레비전 드라마
- 수학♥여자학원 (2012년 1월 11일 ~ 3월 28일, 니혼테레비) - 야마시타 우미 역할

### 라디오 방송
- FIVE STARS (2010년 3월 3일 ~ 2011년 9월 28일, Inter FM)
- 60TRY부 (2014년 9월 30일 ~ 2015년 11월 24일, RF라디오닛폰) - 오카다 로빈 쇼코와 함께 격주로 담당.

### 무대·뮤지컬
- 34가의 기적 (2004년)
- 백사전 (2006년)
- 치토세월 (2007년)
- 재혼!! 치토세월 (2007년)
- 헤세이 레볼루션 백투더 · 백호대 (2007년)
- 비죠기 교차점 (2008년)
- 리즈 믹 타운 (2008년)
- 캐릭캐릭 체인지 (2009년)
- 사랑하는 헬로 키티 (2009년)

### 영화
- 겨울의 괴담 ~나와 와타시와 할머니의 이야기~ (2009년) - 카자마 하루나 역

### DVD
- Dress up Kanon (2013년 1월 23일, Hachama)

## 서적

### 사진집
- 1st 솔로 사진집「かにょん17」(2012년 12월 15일, 와니북스) ISBN 978-4-8470-4514-1

## 참가 유닛
- 안주루무 (구.스마이레지) (2009년 - 2015년)
- 스마시오자매 (2012년)
- HI-FIN (2013년 - 2020년)
- ZOC (2020년 - 2024년)

## 같이 보기
- 헬로! 프로젝트
- 하로프로 연수생 (구.하로프로에그)